# Pauline Étienne
Pauline Étienne (Ixelles, 26 giugno 1989) è un'attrice belga.

## Biografia
Cresciuta nella regione di Bruxelles, si interessa alle arti drammatiche a partire da tredici anni.
Dopo aver debuttato nel 2008 nel film Élève Libre - Lezioni private di Joachim Lafosse, si rivela l'anno seguente Le Bel Âge di Laurent Perreau nel quale è protagonista accanto a Michel Piccoli. Con l'interpretazione nel film Qu'un seul tienne et les autres suivront diretto da Léa Fehner si aggiudica il Premio Lumière per la migliore promessa femminile e l'Étoiles d'or du cinéma français come migliore rivelazione femminile. Nel 2011 ottiene il Premio Magritte per la migliore promessa femminile per Élève Libre - Lezioni private di Joachim Lafosse, e nel 2014 vince il Premio Magritte per la migliore attrice per l'interpretazione nel film La religiosa di Guillaume Nicloux. L'anno seguente è di nuovo candidata al massimo riconoscimento cinematografico belga per la parte nel film Il fascino indiscreto dell'amore di Stefan Liberski.

## Filmografia parziale

### Cinema
- Élève Libre - Lezioni private (Élève Libre), regia di Joachim Lafosse (2008)
- Le Bel Âge, regia di Laurent Perreau (2009)
- Qu'un seul tienne et les autres suivront, regia di Léa Fehner (2009)
- Black Heaven (L'Autre Monde), regia di Gilles Marchand (2010)
- Paradis perdu, regia di Ève Deboise (2012)
- La religiosa (La Religieuse), regia di Guillaume Nicloux (2013)
- 2 automnes 3 hivers, regia di Sébastien Betbeder (2013)
- Il fascino indiscreto dell'amore (Tokyo Fiancée), regia di Stefan Liberski (2014)
- Eden, regia di Mia Hansen-Løve (2015)
- Quello che so di lei (Sage Femme), regia di Martin Provost (2017)
- Vulnerabili (Espèces menacées), regia di Gilles Bourdos (2017)
- Old Boys, regia di Toby MacDonald (2018)
- AAA genero cercasi (Le gendre de ma vie), regia di François Desagnat (2018)
- Zaï zaï zaï zaï, regia di François Desagnat (2022)
- Sarah Bernhardt, La Divine, regia di Guillaume Nicloux (2024)

### Televisione
- Comment va la douleur? - film TV (2011)
- Une vie française - film TV (2011)
- Le Bureau - Sotto copertura (Le Bureau des légendes) - serie TV, 18 episodi (2015)
- Into the Night - serie TV (2020-)

## Doppiatrici italiane
Nelle versioni italiane dei suoi film, Pauline Etienne è stata doppiata da:
- Valentina Favazza in La Religiosa, Il fascino indiscreto dell'amore
- Roberta Mariani in Eden
- Gaia Bolognesi in Le Bureau - Sotto copertura
- Elisa Angeli in Into The Night
- Giulia Santilli in Quello che so di lei